# Matl Péter
Matl Péter (Munkács, 1960. július 22. –) magyar szobrász.

## Élete
Pedagógus családban született; egyik nagyapja Hajovics Péter kárpátaljai gyáriparos, autonómiapárti politikus volt. 1975-ben érettségizett a munkácsi II. Rákóczi Ferenc Középiskolában. Művészeti tanulmányait 1975 és 1979 között az Ungvári Iparművészeti Szakközépiskolában végezte, mesterei Averkijeva Ljudmila és Bacsinszky József voltak. 1980-tól líceumi tanárként tevékenykedett, majd a Kárpátaljai Megyei Képzőművészeti Vállalat alkalmazta, mint dekoratőrt és képzőművészt. 1990-ben elnyerte az Ukrajnai országos szobrászati szimpózium díját Csernyihivben. 1996-ban első helyezett lett a magyarok honfoglalásának 1100. évfordulójára meghirdetett nemzetközi pályázaton. 1990 és 1997 között részt vett a püspökladányi, munkácsi és wagraini szobrászati szimpóziumokon. 1992-től 1997-ig a debreceni, zalaegerszegi, hajdúszoboszlói, makói és kárpátaljai művésztelepeken is dolgozott.
Alkotói tevékenységének elismeréseként, 2003-ban a Magyar Köztársasági Érdemrend Középkeresztjével tüntették ki. A kitüntetést Beregszászban, a II. Rákóczi Ferenc Kárpátaljai Magyar Tanárképző Főiskola névadó ünnepségén vehette át.

## Egyéni kiállítások
- 1991 • Kárpáti Igaz Szó szerkesztőségének nagyterme, Ungvár
- 1992 • Városi Kiállítóterem, Munkács
- 1993 • XI. ker. Művelődési Ház, Budapest, Villányi út
- 1994 • Művelődési Ház, Istad (Svédország)
- 1994 • Városi Könyvtár, Szigetszentmiklós
- 1996 • Művelődési Ház, Hajdúszoboszló • Művelődési Ház, Nádudvar

## Válogatott csoportos kiállítások
- 1987 • Ukrajnai köztársasági kiállítás, MM Kiállítóterem, Kijev
- 1988 • Ukrajnai köztársasági kisplasztikai kiállítás, MM Kiállítóterem, Kijev
- 1989, 1990 • Ukrajnai köztársasági kiállítás, MM Kiállítóterem, Kijev
- 1996 • Vajdasági és Kárpátaljai Művészek, MKIT, Magyarok Világszövetsége, Budapest

## Köztéri művei

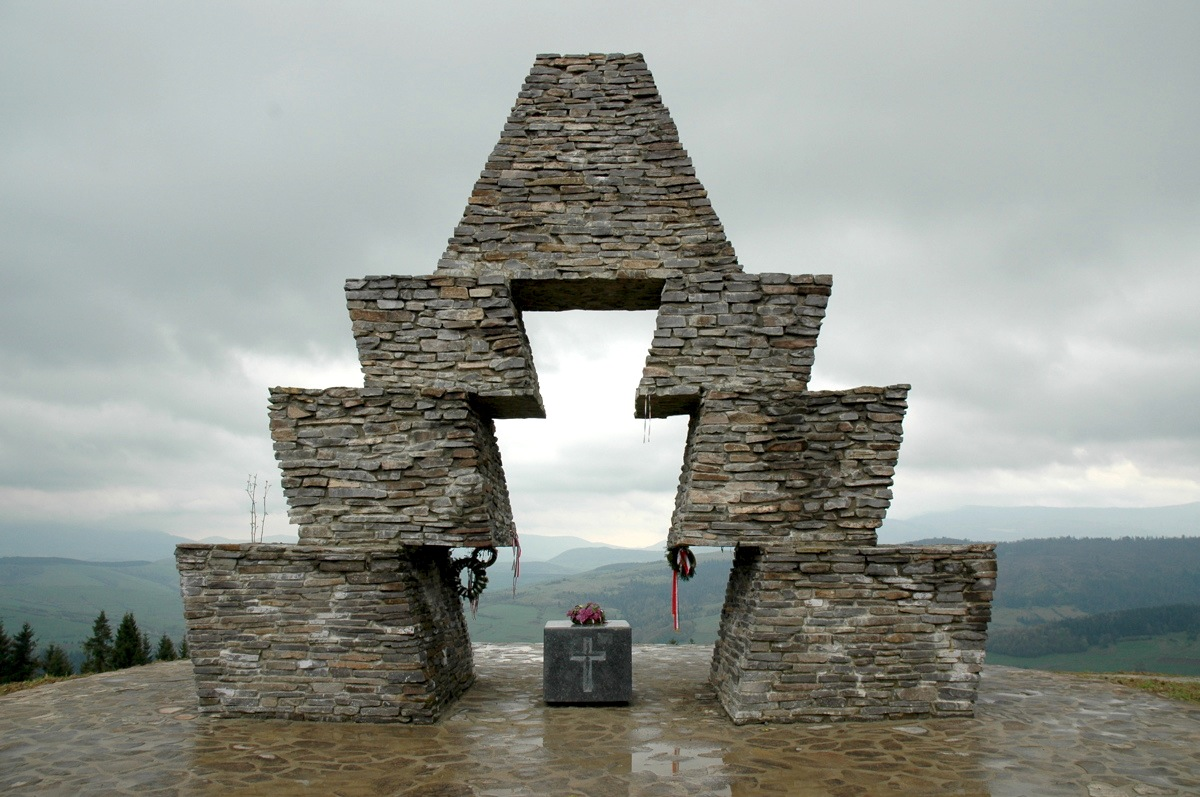
Emlékmű a magyarok bejövetelének 1100. évfordulójára (andezit, gránit, vas, beton, 1996, Kárpátalja, Vereckei-hágó

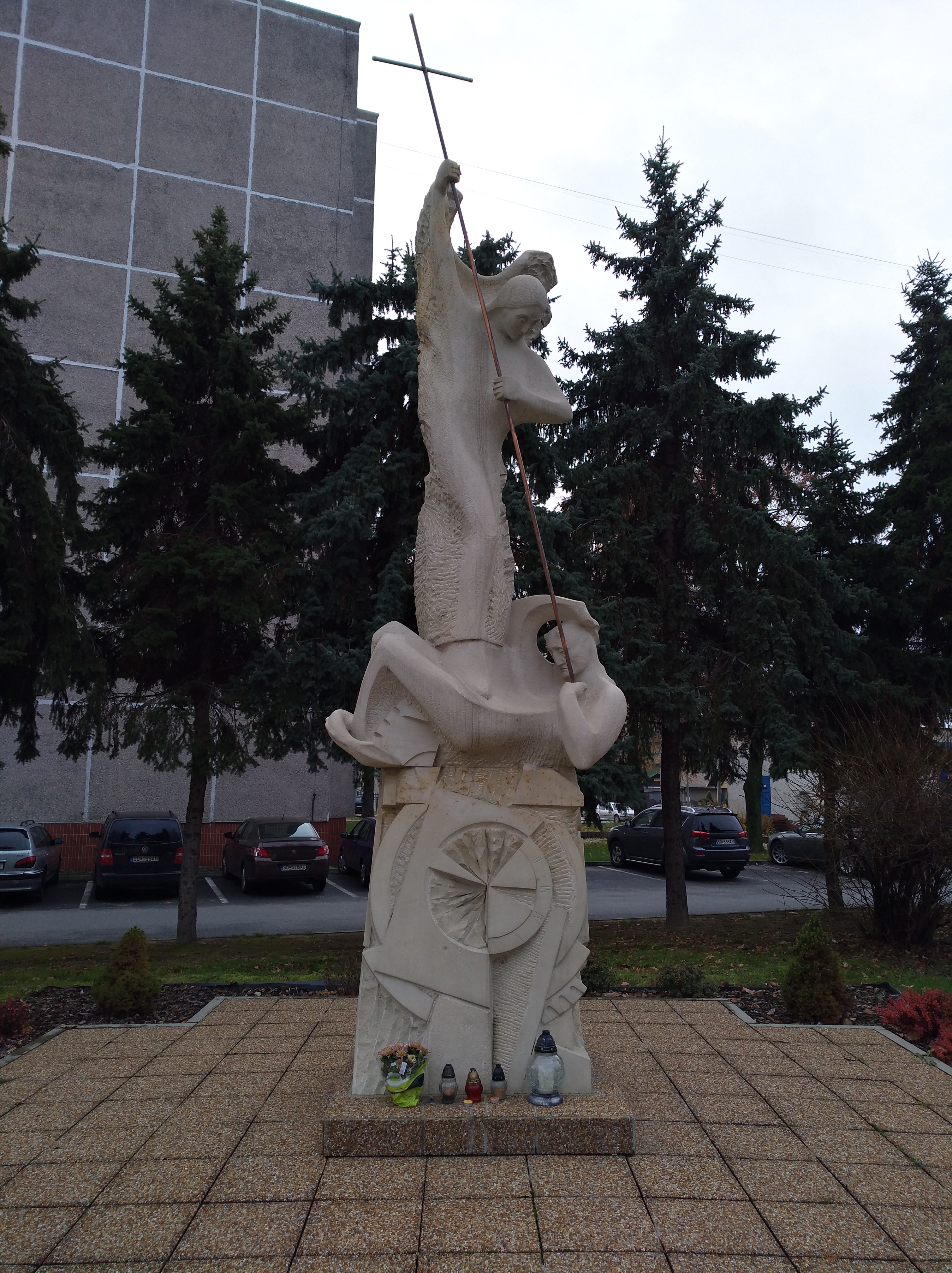

- Angyali üdvözlet (homokkő, 1989, Jampol, városi park)
- Új idő (homokkő, 1990, Csernyihiv, városi tér)
- Kompozíció (homokkő, 1991, Ungvár, Liszbank)
- Angyalok (fa, 1992, Debrecen, iparművészeti szakiskola)
- Felszálló és bukott angyal (fa, 1993, Zalatárnok, park)
- Málenykij robot (a sztálini terror áldozatainak emlékműve, homokkő, 1994, Munkács, a Rákóczi-kastély parkja)
- A szerelem kútja (mészkő, 1995, Hajdúszoboszló)
- Zrínyi Ilona és II. Rákóczi Ferenc szobra, Munkácsi vár, (2006)[3]
- Emlékmű a magyarok bejövetelének 1100. évfordulójára (andezit, gránit, vas, beton, 1996, Kárpátalja, Vereckei-hágó – 2008. július 21-én avatták fel a magyar honfoglalás emlékművét[4])
- A termékenység szimbóluma (1996, Püspökladány, Petőfi Sándor Általános Iskola)
- Őrangyal (fa, 1997, Munkács, várkápolna)
- Angyal (márvány, 1997, Munkács, várudvara)
- Centenáriumi Turul-emlékmű[5] (andezit, vasbeton, 2020, Sátoraljaújhely, Magyar Kálvária[6]

## Művek közgyűjteményekben
- Munkácsy Galéria, Munkács • Munkácsi Történelmi Múzeum, Munkács • Munkácsi Városi Galéria, Munkács

## Díjai, elismerései
- Magyar Köztársasági Érdemrend Középkereszt, 2003
- Kárpátaljai Képzőművészeti Nívódíj, 2006
- Kisebbségekért Díj, 2006
- Kárpátaljai Boksai József és Erdélyi Béla Megyei Képzőművészeti díj, 2007, 2010
- Magyar Művészetért díj, 2009
- M. S. mester díj, 2012
- Magyar Örökség Díj 2018
- Megbékélési és Együttműködési Díj, 2019[7]
- Munkácsy Mihály-díj, 2022